# Dyscophus antongilii
Dyscophus antongilii је водоземац из реда жаба (Anura) и фамилије Microhylidae.

## Угроженост
Ова врста је на нижем степену опасности од изумирања, и сматра се скоро угроженим таксоном.

## Распрострањење
Ареал врсте је ограничен на једну државу. 
Мадагаскар је једино познато природно станиште врсте.

## Станиште
Станишта врсте су шуме, мочварна подручја и слатководна подручја.